# 菲尔盖德
菲尔盖德，是匈牙利托尔瑙州所辖的一个村。总面积26.76平方公里，总人口701，人口密度26.2人/平方公里（2011年1月1日）。